# Sokolnice
Sokolnice település Csehországban, a Brno-vidéki járásban. Sokolnice Otmarov, Brno, Újezd u Brna, Prace, Telnice és Kobylnice településekkel határos. Lakosainak száma 2432 fő (2024. január 1.).

## Népesség
A település lakosságának változását az alábbi diagram mutatja:
| Lakosok száma | 1007 | 1355 | 1573 | 1927 | 1758 | 2283 | 2346 | 2349 | 2417 | 2432 |
|               | 1869 | 1900 | 1921 | 1961 | 1980 | 2011 | 2016 | 2019 | 2021 | 2024 |